# Arsacjusz z Tarsu
Arsacjusz z Tarsu (ur. przed 324, zm. 11 listopada 405) – arcybiskup Konstantynopola w latach 404–405.  

## Życiorys
Był następcą wygnanego Jana Chryzostoma. Urząd arcybiskupa Konstantynopola sprawował od 27 czerwca 404 do śmierci. 